# Greer Garson
Eileen Evelyn Greer Garson (Manor Park (Londen), 29 september 1904 – Dallas, 6 april 1996) was een Brits-Amerikaanse actrice. Ze stond bekend als een deftige Britse vrouw met rood haar die voornamelijk rollen van huisvrouwen of moeders op zich nam. Ze groeide in de jaren 40 uit tot een fenomeen en was tijdens de Tweede Wereldoorlog een van de invloedrijkste actrices in Hollywood. Ze werd bekend met rollen in Goodbye, Mr. Chips (1939), Mrs. Miniver (1942) en Random Harvest (1942) en dankte aan die films haar imago als 'onzelfzuchtige steunpilaar van de maatschappij'.

## Biografie

### Jeugd
Garson werd geboren als dochter van de 19-jarige Nancy Sophia 'Nina' Garson en haar 39-jarige man George. Lange tijd werd aangenomen dat ze in 1908 werd geboren in Ierland. Pas kort voor haar overlijden werd haar geboorteakte gevonden, waarin staat dat ze daadwerkelijk in 1904 werd geboren in Londen. Er zijn ook bronnen die beweren dat 1903 haar geboortejaar is. Ze stamde af van Scandinavische zeevaarders die zich gedurende de 18e eeuw vestigden in het Verenigd Koninkrijk. In 1906 kreeg haar vader een fatale hartaanval, veroorzaakt door een blindedarmontsteking.
Na zijn overlijden boden Nina's ouders aan dat zij en de baby bij hen in zouden trekken, maar ze sloeg het aanbod af omdat ze vreesde dat haar kind daar niet goed behandeld zou worden. In plaats daarvan besloot Nina als hardwerkende alleenstaande moeder rond te zullen komen in Londen. Ze kregen hulp van Nina's tante, die volgens Garson zeer strikt was. Toch was het inkomen schaars. Dit was voor een deel te danken aan de onkosten van de terugkerende bronchitis waar ze als kind last van had. Haar moeder vertelde later dat ze nog voor haar vijftiende levensjaar 'genoeg ziektes heeft gehad om over een heel leven te spreiden'. Desondanks was ze gelukkig als kind. Al op tweejarige leeftijd kende ze al de letters van het alfabet en ze leerde lezen toen ze vier jaar oud was. Hoewel haar dit werd afgeraden, werd Garson door haar moeder ingeschreven bij de Essex Road Elementary School toen ze vijf jaar oud was.
Garson was als kind onzeker en verlegen en werd regelmatig gepest vanwege haar haarkleur. Om die reden stortte ze zich volledig op het schoolwerk en het lezen van boeken. Ze was bevriend met vooral mensen van oudere leeftijd, waaronder haar grootvader. Op school haalde ze dikwijls de hoogste cijfers van de klas en naast het leren maakte ze ook deel uit van het atletiekteam. Daarnaast speelde ze graag hockey en tennis. Haar eerste ervaring in het theater deed ze op in een schooluitvoering van The Merchant of Venice. Daarin was ze te zien als Shylock, een man met een baard. Ondertussen won ze in 1914 een beurs aan East Ham Secondary. Hiervoor bedankte ze haar moeder, van wie Garson naar eigen zeggen leerde dat alles mogelijk is als er hard voor gewerkt wordt.

### Opleiding
Toen ze daar haar diploma haalde, werd ze uitgenodigd door zowel de Universiteit van Cambridge als de Universiteit van Londen om daar te studeren. Ze had zelf meer interesse in een studie aan de Royal Academy of Dramatic Art. Dit werd verboden door haar moeder, die de wens voor haar had om lerares te worden. Daarom besloot ze zich aan te melden bij de Universiteit van Londen, waar ze in september 1921 haar studie begon. In oktober 1923 besloot ze te studeren aan King's College, waar ze in 1925 de Bachelor of Arts haalde in het vak Frans. Garson werd door haar klasgenoten beschreven als mysterieus en ze deed dan ook nauwelijks mee aan schoolactiviteiten. In haar vierde en laatste jaar aan de universiteit concentreerde ze zich steeds minder op het leren, in plaats daarvan ging ze naar sociale dansfeesten.
Ondertussen kreeg ze werk als teksteditor bij de Encyclopædia Britannica. In de zomer van 1926 studeerde Garson af, waarna ze niet wist hoe het verder moest met haar toekomst. Ze wilde nog steeds actrice worden, maar had te weinig geld om dit doel na te jagen en werd daarin ook niet gesteund door haar familie. Op aanraden van haar moeder schreef ze zich in als student bij de Universiteit van Grenoble in Frankrijk. Ze verklaarde dat ze dit zonder doel voor ogen deed en in haar vrije tijd veel over het Franse theater leerde en aan amateurtoneel deed. Ook kreeg ze een baan bij het reclamebureau Lintas in Engeland, waar ze voor een van de eerste keren in haar leven alle aandacht kreeg van mannen.
In 1931 besloot Garson om te werken als fulltime actrice. Ze werd aangenomen bij een prestigieus theater in Birmingham, waar destijds acteurs als Cedric Hardwicke, Laurence Olivier en Edith Evans werkzaam waren. Na een auditie kreeg ze de rol van een joodse lerares van middelbare leeftijd in het toneelstuk Street Scene. Met die rol maakte ze in 1932 haar theaterdebuut. Haar salaris was vier pond per week. Desondanks werd het door critici beschouwd als een krachtig debuut. In datzelfde jaar speelde ze bijna elke maand weer in een nieuw toneelstuk en werkte ze naar eigen zeggen hard.
In haar tweede seizoen bij het theater werd ze verliefd op acteur Michael Barry, met wie ze plannen maakte om te trouwen. Haar moeder wilde niet dat haar dochter zou trouwen met een acteur en zag liever advocaat Edward Alec Abbot Snelson als Greers echtgenoot. Garson kende Snelson al als tiener, maar toen hij een huwelijksaanzoek deed had ze hem al in tien jaar niet gezien. Ze gaf hem een onduidelijk antwoord en vernam gedurende lange tijd niets meer van hem. Niet veel later kreeg ze de hoofdrol aangeboden in het toneelstuk Too True to Be Good, een toneelstuk van George Bernard Shaw. Dit was een toneelstuk dat door heel het land werd voorgedragen en daarvoor moest ze haar verloving met Barry verbreken. Ze veranderde haar voornaam van Eileen naar Greer en was twaalf weken lang door heel Engeland te zien als een patiënt. Hoewel ze veel lof kreeg voor haar rol, werd ze ernstig ziek en liep een longontsteking op.

### Theatercarrière in Londen
Wegens haar ziekte werd in de zomer van 1933 haar contract bij het theater in Birmingham verbroken. Ze werd verzorgd door Snelson en trouwde met hem op 28 september 1933. Hij wilde met haar verhuizen naar India, waar ze een druk leven zouden leiden. Garson wist dat ze dit fysiek gezien niet aankon en bleef achter in Engeland. Toen ze in de lente van 1934 eenmaal was hersteld, meldde ze zich aan bij verscheidene theaters in Londen. Ze tekende een contract bij het Open Air Theatre in Regent's Park. Haar eerste rol was een kleine verschijning in The Tempest, een toneelstuk van William Shakespeare. Al twee weken later kreeg ze haar eerste hoofdrol, namelijk die van Hermia in Een midzomernachtsdroom.
Toen ze die rol kreeg was de première al dichtbij. Ze had weinig tijd om zich voor te bereiden en toen ze een repetitie miste, werd ze vervangen door actrice Margaretta Scott. De producenten waren ontevreden met haar en voor een lange tijd kreeg ze enkel bijrollen. In oktober 1934 kwam haar contract tot een einde en had ze haar doorbraak nog steeds niet gemaakt. Ze was van plan een punt te zetten achter haar carrière als actrice, toen ze scenarioschrijver Sylvia Thompson tegenkwam. Thompson regelde voor haar een auditie voor de vrouwelijke hoofdrol in het toneelstuk The Golden Arrow, dat vanaf mei 1935 opgevoerd zou worden in West End. Hoewel producent Maurice Brown niet onder de indruk van haar was, kreeg ze de rol aangeboden door tegenspeler Laurence Olivier.
Garson en Olivier raakten goed bevriend met elkaar en ze leerde van hem vol minachting over Hollywood te denken. Ze kregen een relatie, die echter al snel weer tot een einde kwam toen Olivier verliefd werd op Vivien Leigh, een destijds nog onbekende actrice. Ondertussen genoot ze van het succes van The Golden Arrow en de bekendheid die ze daarmee verwierf. Ze wees een screentest af om de hoofdrol te mogen spelen in de Britse bewerking van het toneelstuk Accent on Youth en naast Seymour Hicks te acteren in Vintage Wine. Ze wist zowel het publiek als de recensenten te imponeren en een producent van het theater in Birmingham betuigde zijn spijt haar nooit een grotere kans te hebben gegeven. Destijds woonde ze met haar moeder in een buurt in Londen waar veel prostituees werkzaam waren, maar met het geld dat ze verdiende kon ze zich een appartement in een luxere buurt veroorloven.
Garson kreeg veel aanbiedingen vanuit de Engelse filmindustriewereld. Omdat ze hiermee een aanzienlijk hoger salaris zou krijgen, wilde ze een contract tekenen. Ze had echter zojuist een rol in het toneelstuk Butterfly on a Wheel geaccepteerd en moest een filmcontract afwijzen. Hoewel ze werd geprezen door de critici, werd het een flop, net als veel van de toneelstukken waar ze in speelde. Haar volgende toneelstukken werden steeds negatiever ontvangen en Garson kreeg dan ook kritiek niet zorgvuldig te kiezen waar ze aan meewerkte. Hier kwam verandering in toen ze in 1936 de hoofdrol kreeg toegewezen in Noël Cowards Mademoiselle. Het toneelstuk beleefde een enorm succes en werd zelfs bekeken door Mary van Teck en Elizabeth Bowes-Lyon. Het leverde haar een aanbod op voor een rol in de film Jump for Glory (1937), met Douglas Fairbanks jr. in de hoofdrol. Hoewel ze niet tevreden was met het resultaat van de screentest die ze ervoor aflegde, wilde ze de rol graag spelen. Echter, Coward stond dit niet toe en gaf haar geen toestemming om zowel op te treden op het toneel in zijn toneelstuk als een film te maken.
Vlak na haar honderdste optreden van Mademoiselle kreeg Garson bezoek van haar man. Ze vertelde hem dat ze hun huwelijk een foute keuze vond, maar hij zwoer haar nooit een scheiding te gunnen. Na het laatste optreden in april 1937 kreeg ze de suggestie voor de televisie te werken. Ze volgde het advies en speelde tot de zomer dat jaar in verscheidene afleveringen. Ze was vlak voordat ze ermee stopte de bestbetaalde televisieactrice van Engeland. Ze keerde terug naar het theater en koos voor de hoofdrol in Old Music, een groots toneelstuk dat werd opgetreden in het prestigieuze St. James' Theatre. Vooral na de positieve reacties was het een verrassing dat het niet genoeg bezoekers trok. Publicisten gaven hier Garson de schuld voor, omdat ze volgens hen niet geschikt was voor de rol.

### Hollywood: Een noodlottig begin
Een van de toeschouwers van het toneelstuk was Louis B. Mayer, de Amerikaanse eigenaar van Metro-Goldwyn-Mayer die een aantal Britse films voor de studio wilde vervaardigen. Ze had aanvankelijk weinig vertrouwen in een carrière in de filmindustrie, maar liet zich door hem overhalen een screentest af te leggen. Hij bood haar een zevenjarig contract aan met een salaris van vijfhonderd dollar, maar zij eiste duizend dollar per week en drukte haar gevoelens uit over de onzekerheid van een filmdoorbraak. Mayer was niet gediend van deze reactie en vertrok. Niet veel later belde ze hem op en regelde ze alsnog een contract. Ze kon het geld goed gebruiken en dacht dat het warmere klimaat gunstig zou zijn voor haar moeder. Nadat het contract was getekend, arriveerde ze op 4 december 1937 in Hollywood met haar moeder.
Hoewel dit aan haar was beloofd, lag er geen filmrol voor Garson klaar. Wel mocht ze verschillende screentests afleggen. Regisseur Sam Wood zag een van de tests en wilde haar inzetten als dievegge in de The Marx Brothers-film A Day at the Races (1937). Ze wees de rol af en maakte duidelijk dat ze niet van plan was een bijrol te spelen. De gehele winter zat ze zonder werk, maar daar kon ze zich niet om bekommeren. In maart 1938 legde ze een screentest af voor een rol in The Toy Wife (1938), een periodefilm met Luise Rainer en Robert Young. De producent vond dat Garson geschikt was, maar zowel haar tegenspelers als Garson zelf hadden een andere mening. De rol ging uiteindelijk naar Barbara O'Neil.
Garson had na bijna een jaar in Hollywood nog steeds geen filmrol. Er werd gedacht dat dit aan de actrice lag, maar een secretaresse van de studio verklaarde dat het te wijten was aan het feit dat ze overacteerde, iets dat ze in het theater had geleerd. Hedy Lamarr en Ilona Massey waren twee andere actrices die zojuist uit Europa waren overgescheept en nog steeds zonder werk zaten. Toen ook zij hun Amerikaanse filmdebuut gegund kregen en Garson niet, begon ze te twijfelen of Hollywood wel de geschikte plek voor haar was. Ze had publiekelijk haar zinnen gezet op de hoofdrol in de film The Rains Came (1939), die zou worden uitgebracht door de filmstudio 20th Century Fox. Mayer vond dat Garsons imago geschaad kon worden en weigerde haar uit te lenen. De rol ging naar Myrna Loy.
Ondertussen kreeg Garson neuritis en griep. Ze volgde een streng dieet om hetzelfde postuur te verwerven als de andere filmactrices en raakte zwaar ondervoed, waar ze uiteindelijk bloedarmoede aan overhield. Ze raakte ervan overtuigd dat ze geen filmcarrière zou weten te maken, omdat ze inmiddels 34 jaar was, een leeftijd waarop veel actrices in Hollywood al met pensioen waren. Toch kreeg ze niet veel later eindelijk haar eerste rol, toen de regisseur van de film Dramatic School (1938) in het voorjaar van 1938 een screentest van haar zag en haar selecteerde in de hoofdrol van een student. Het noodlot sloeg echter toe toen ze van haar paard viel en met spoed naar het ziekenhuis werd gebracht. Ze werd vervangen in de film en haar contract met de studio werd onmiddellijke ingang verbroken.

### Goodbye, Mr. Chips
Garson had zeer last van haar rug en raadpleegde een dokter. Deze vertelde haar dat ze een operatie kon ondergaan, maar daarvoor twee of drie maanden in het ziekenhuis moest liggen. De hoop op een Amerikaanse filmrol had ze opgegeven en ze maakte plannen om terug te keren naar Londen. Vanuit het niets kreeg ze toen het bericht dat er een rol voor haar klaarlag, namelijk die van mevrouw Chips in de Britse film Goodbye, Mr. Chips (1939). Ze wist zich geen raad, omdat het een bijrol was en ze daar geen interesse voor had. Ook zou de film opgenomen en uitgebracht worden in Engeland en ze wilde niet de Verenigde Staten uit zonder er iets bereikt te hebben. Hoewel ze voelde dat de film een flop zou worden, liet ze zich overhalen de rol te accepteren.
Toen ze haar koffers pakte om naar Engeland te gaan voor de opnames, was ze van plan erna niet meer terug te keren. Eenmaal op de set vond ze het moeilijk zich aan te passen aan de technische beperktheden waar ze in het theater niet mee te maken had. Volgens haar tegenspelers Robert Donat en Paul Henreid wist ze zich ook geen raad met haar rol en kwam regelmatig bij de twee voor hulp. Toch was ze zeer gelukkig in deze periode en schreef Mayer een brief waarin ze hem vertelde dat ze graag in nog een van zijn films wilde spelen, maar niet van plan was in Hollywood te wonen.

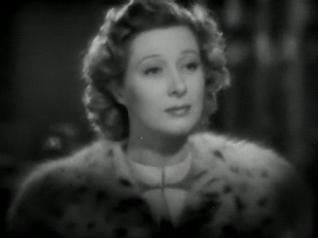
Garson in de film Remember? (1939)

Goodbye, Mr. Chips werd een van de grootste successen die Hollywood ooit had gekend en stond uiteindelijk symbool voor het Britse leven en denken. Vlak na verschijning schreef ze een brief waarin stond dat ze nu door iedereen werd opgemerkt, er feesten voor haar gehouden werden en er rollen speciaal voor haar geschreven werden. Garson was van de ene op een andere dag een ster is een succesvolle film. Het was het begin van de weg naar het sterrendom. Opmerkelijk was dat ze 35 jaar oud was, wat in Hollywood als een hoge leeftijd wordt beschouwd voor actrices. In Hollywood is het namelijk de gewoonte dat naarmate actrices ouder worden, er minder hoofdrollen voor hen klaarliggen, wat er dus op neerkomt dat het einde van hun filmcarrière in zicht is. Voor Garson bleek het tegendeel.
Ze werd genomineerd voor een Academy Award voor beste actrice, maar verloor deze van Vivien Leigh, die een hoofdrol had in Gone with the Wind (1939). Filmcritici schreven dat ze hoogstwaarschijnlijk had gewonnen als ze was genomineerd in de categorie Academy Award voor beste vrouwelijke bijrol, omdat haar rol in de film niet zeer groot is. Vlak na de opnames stond Engeland op het punt betrokken te raken aan de Tweede Wereldoorlog en werd Garson onmiddellijk teruggebracht naar de Verenigde Staten, in opdracht van Mayer zelf.
Toen Garson aankwam in Hollywood, lag er al een tweede filmrol voor haar klaar. Ze zou naast Robert Taylor spelen in de romantische komedie Remember? (1939). Tijdens de opnames werd ze behandeld als een ware filmster. Ze kreeg dure modekleding en onderging een make-over om over te komen als een hoofdrolspeelster. De film werd uiteindelijk in hoog tempo gemaakt, zodat Garson niet in de vergetelheid zou raken. Het werd echter geen succes en de pers begon zich af te vragen of ze misschien niet meer dan een eendagsvlieg was.

### Meer erkenning

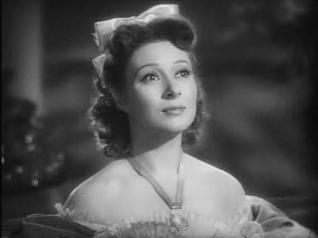
Garson als Elizabeth Bennet in de film Pride and Prejudice (1940)

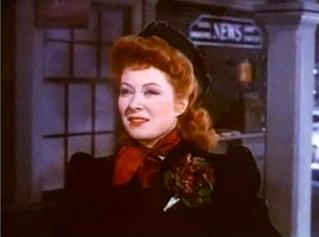
Garson als Edna Kahly Gladney in de film Blossoms in the Dust (1941)

Mayer hoopte van haar de grootste ster van de studio te maken en bleef haar veel publiciteit geven. Hij ontsloeg zelfs Norma Shearer van haar nieuwste filmproject Pride and Prejudice (1940) en stelde Garson aan als haar vervanger. Shearer was in de jaren 30 een van de grootste sterren van Hollywood en droeg de bijnaam 'de koningin van Metro-Goldwyn-Mayer'. Het leek erop dat Garson de functie van Shearer over begon te nemen en dit bleek langzamerhand realiteit te worden toen Garson dezelfde bijnaam kreeg. Toch had Garson dit nog niet bereikt toen ze werd aangesteld als vervanger. Shearer was destijds nog bekender en daarom leek de vervanging ook een opmerkelijke keuze te zijn. Mayer verklaarde dat hij dacht dat Garson de studio 'meer prestige kon geven'.
In mei 1940 vroeg Garson een scheiding aan van haar man, die ze toen al in tijden niet had gesproken. Het werd uiteindelijk in de rechtszaal opgelost. Garson noemde Snelson jaloers, hebberig en gewelddadig. Omdat hij niet aanwezig was, werd haar de scheiding onmiddellijk gegund. Pride and Prejudice werd onverwachts een groot succes en Garson kreeg veel lof voor haar vertolking van Elizabeth Bennet. Het maakte van Garson een van de voornaamste actrices van de studio. Ze wilde vervolgens in een komische film in Technicolor spelen. Echter, producent Irving Asher realiseerde zich dat ze succesvoller was in dramafilms en gaf haar de hoofdrol in Blossoms in the Dust (1941), een dramafilm in kleur over het leven van Edna Kahly Gladney.
Garson wilde de rol aanvankelijk niet spelen, omdat ze die te veel vond lijken op de rol van mevrouw Chips. Toen ze te horen kreeg dat Gladney wilde dat zij haar zou vertolken, voelde ze zich vereerd en besloot de film te maken. Ze had met verscheidene obstakels te maken. Zo vreesde ze dat Technicolor niet gunstig zou zijn voor haar overkomen en was ze niet enthousiast om te werken met baby's, omdat die vaak al de aandacht trekken en ze vond dat een hoofdrolspeelster hoort op te vallen. Tijdens de opnames verdwenen deze gevoelens, omdat dol was op het personage dat ze vertolkte en goed overweg kon met haar tegenspeler Walter Pidgeon.
Blossoms in the Dust (1941) werd net zoals haar vorige film een groot succes. Garson werd genomineerd voor haar tweede Oscar, maar verloor deze van Joan Fontaine voor haar rol in Suspicion (1941). Het publiek was dol op de chemie die Garson en Pidgeon met elkaar deelden en al snel werden ze een van de meest geliefde filmkoppels uit de cinema. Om die reden zouden ze in de toekomst nog regelmatig met elkaar samenwerken. Toch was ze nog niet aan de top van haar carrière. Haar volgende taak was een rol in When Ladies Meet (1941), een film met Joan Crawford in de hoofdrol.
De voorbereidingen van When Ladies Meet begonnen al voordat de opnames van Blossoms in the Dust erop zaten. Crawford vond het belangrijk dat zij de ster van de film was en duldde geen concurrentie. Ze maakte geen ophef toen Garson naast haar werd gekozen, omdat ze dacht dat ze geen grote naam was. De verrassing was groot dat ze wel degelijk een concurrent was en ze probeerde dan ook de mooiste kleding te regelen voor zichzelf. Garson was blij eindelijk weer in een moderne film te mogen spelen en zag de film als ideale gelegenheid haar gevoel voor mode te tonen aan het publiek.
In deze periode werd Garson alsmaar populairder. Veel van de grootste sterren van Metro-Goldwyn-Mayer gingen met pensioen, waaronder Shearer en Greta Garbo. Crawford was voor een periode de 'koningin van de studio', maar toen ook zij een jaar na de uitbrengst van When Ladies Meet het contract met de studio verbrak, werd Garson plotseling de machtigste actrice van MGM.

### Hoogtijdagen
Vlak na de première van When Ladies Meet kreeg Garson de titelrol in Mrs. Miniver (1942). Garson wilde de rol niet, omdat ze vond dat het script te veel afweek van het boek waar het op was gebaseerd. Net zoals de eerste actrices die in aanmerking kwamen voor de rol was ze overigens niet blij om de moeder van een volwassen zoon te moeten spelen. Mayer haalde haar over de rol toch te accepteren door het hele script zelf voor te lezen en alle rollen zelf te spelen. De opnames verliepen niet zonder problemen. Ze raakte regelmatig geïrriteerd door regisseur William Wyler en diens streven naar perfectionisme. De film bleek een belangrijke propagandafilm te zijn. Uiteindelijk werd dit ook de film die Garson een Academy Award voor beste actrice bezorgde.

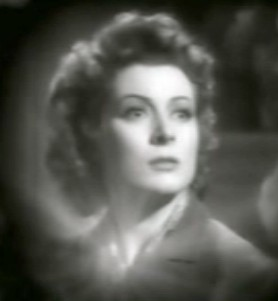
Garson in de film Random Harvest (1942)

Ze werd hierdoor een belangrijk en invloedrijk figuur binnen de Amerikaanse cinemawereld tijdens de oorlog. Daar maakte ze gebruik van door in het voorjaar van 1942 voor een Canadese campagne oorlogsobligaties te verkopen door het hele land. Nadat het filmen van Mrs. Miniver erop zat, was ze blij dat ze zich er niet langer mee hoefde te bemoeien. Ze stortte zich meteen op haar volgende filmproject, Random Harvest uit 1942. Het was een film waar ze zich op verheugde om te maken, mede omdat ze te zien zou zijn naast haar jeugdidool Ronald Colman. Ze vertelde later dat de opnames van de film 'puur genot' voor haar was. Intussen kwam ze steeds meer in de roddelbladen terecht. Gedurende lange tijd had ze een hechte band met Benjamin Thau, een man die volgens Myrna Loy voor een tijd de liefde van Garsons leven was.
Echter, toen Mrs. Miniver steeds meer publiciteit kreeg, deden er geruchten de ronde dat ze een relatie had met Richard Ney, de acteur die haar zoon speelde in die film. Toen Mrs. Miniver in première ging, zaten de draaidagen van Random Harvest er al op. De film werd een enorm succes en bracht uiteindelijk $8,8 miljoen op en werd een belangrijke film voor de popcultuur die zelfs Adolf Hitler wist te boeien. In de zomer van 1942 besloten Garson en de twaalf jaar jongere Ney toe te geven dat ze een relatie hadden. Mayer had hun eerder opgedragen hun relatie geheim te houden tot na de première van Mrs. Miniver, uit angst dat het bekend worden van hun relatie invloed zou hebben op het succes van de première.
Toen ook Random Harvest uitgroeide tot een populaire film die $8,1 miljoen opbracht, was het duidelijk dat 1942 het hoogtepunt uit Garsons carrière was. Ze was niet enthousiast toen ze te horen kreeg dat ze Marie Curie moest vertolken in de biografische film Madame Curie (1943). Vooral het idee dat ze voor een scène moest overkomen als 60-jarige vrouw, kon ze niet uitstaan. Toch toonde ze al gauw veel interesse in de natuurkundige, omdat ze veel met haar gemeen had.
Ondertussen won Garson in het voorjaar van 1943 de Oscar voor haar rol in Mrs. Miniver. Hoewel ze niet dol was op deze film, was ze erg dankbaar en hield een dankrede van zes minuten. Lang deed een verhaal de ronde dat ze de langste speech hield die ooit gegeven werd en geruchten gingen rond dat die langer dan een uur duurde. Niet veel later keerde Ney terug na tien maanden in dienst te hebben gezeten. Hoewel haar moeder het niet goedkeurde dat ze zou trouwen met een regisseur, besloot ze toch met hem in het huwelijk te treden. Op 24 juli 1943 gaf ze hem haar ja-woord. Aan het einde van dat jaar ging Madame Curie in première wederom volgden positieve kritieken. Garson werd nogmaals genomineerd voor een Oscar, maar moest deze laten aan Jennifer Jones voor dier rol in The Song of Bernadette (1943).

### Laatste jaren in Hollywood

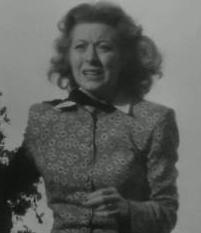
Garson in de film Desire Me (1947)

Garson maakte al vanaf begins af aan tegen de studio dat ze geen karakteractrice wilde zijn die enkel huisvrouwen of moeders vertolkte. Ze was dan ook niet blij toen ze te horen kreeg dat ze was geselecteerd voor Mrs. Parkington (1944), een film over een oude vrouw. Ze maakte hier geen geheim van en gaf in interviews graag haar mening over haar opkomend filmproject. Toen Mayer hierover hoorde, probeerde hij een compromis te sluiten. Hij droeg haar op de film te maken, maar in ruil mocht ze de hoofdrol spelen in The Valley of Decision (1945). Hoewel ze zeer succesvol was in haar genre, streefde ze nog steeds naar rollen in komische films of vrolijke musicals, net zoals Lucille Ball en Ginger Rogers.
Na de opnames van Madame Curie zette Garson haar zinnen op een aantal rollen. Zo wilde ze graag spelen in Best Foot Forward (1943), een musical, en Blithe Spirit (1945), een romantische komedie. Ze had echter verplichtingen aan Mrs. Parkington en moest daarvoor haar haar bruin verven. Haar negatieve opmerkingen over de film werden al snel minder fel. Ze was vastberaden het personage haar eigen te maken en kon goed overweg met tegenspeelster Agnes Moorehead. Het werd echter haar eerste film in tijden die slecht werd ontvangen door de pers. Desondanks bracht het veel geld op en werd Garson genomineerd voor een Oscar. Deze verloor ze van Ingrid Bergman voor haar rol in Gaslight (1944).
In de zomer van 1944 werd Garson uitgeroepen tot 'Amerika's populairste actrice'. Ze was op dat moment al bezig met de voorbereidingen van The Valley of Decision. Ook die film werd uiteindelijk met veel kritiek ontvangen. Het had haar aan een nieuw imago moeten introduceren, maar publicisten klaagden dat ze wederom een soortgelijke rol vertolkte. Voor de vijfde keer op een rij werd ze genomineerd voor een Oscar. Dit aantal werd enkel geëvenaard door Bette Davis. Na het einde van de Tweede Wereldoorlog werkte Garson aan de film Adventure (1945). Omdat ze maar weinig chemie had met tegenspeler Clark Gable, werd de film een flop. Critici spraken zo neerbuigend over de film en Garsons vertolking, dat ze dreigde haar status als actrice te verliezen. Ze kreeg geen enkele steun van Mayer, die al zijn aandacht schonk aan nieuwe en jonge actrices, zoals Deborah Kerr.
In plaats daarvan werd ze naar George Cukor gestuurd, een regisseur die veel actrices hielp bij het maken van hun comeback. Samen werkten ze aan de film Desire Me (1947). Echter, wegens onenigheid met Garsons tegenspeler Robert Mitchum verliet Cukor de set en werd uiteindelijk vervangen. De opnames verliepen uiteindelijk desastreus. Tijdens een draaidag in Monterey in april 1946 werd ze getroffen door een verwoestende zeegolf en kwam ze bijna om het leven. Hoewel ze nog lang last zou hebben van de fysieke verwondingen, ging ze al snel weer aan het werk. Ze realiseerde zich dat Desire Me ook een flop zou worden en ze kreeg te maken met huwelijksproblemen. Uiteindelijk werd ze depressief. Al in het voorjaar van 1947 verliet ze haar man, maar de scheiding was pas op 25 september rond. Het proces werd uitgebreid beschreven in de media en Mayer steunde haar door haar contract met zeven jaar te verlengen.

### Breuk met MGM

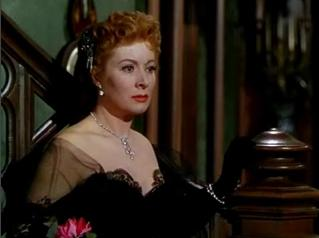
Garson in de film That Forsyte Woman (1949)

De studio wist geen raad met Garson en besloot vernieuwing te brengen in haar carrière in de hoop het publiek terug te winnen. Voor het eerst in haar carrière kreeg ze toestemming om in een komediefilm te spelen. Deze film, Julia Misbehaves (1948), werd een groot succes en zorgde ervoor dat Garson weer erkenning kreeg van het publiek. Om daarvan te profiteren, werd er speciaal een filmscript voor haar geschreven. Deze film werd gemaakt onder de titel That Forsyte Woman (1949). In deze periode trouwde ze met advocaat Buddy Fogelson. Voor het eerst in tijden was ze weer gelukkig. Dit werd gemerkt door haar collega's, die vertelden dat ze op de set van That Forsyte Woman veel plezier beleefde met tegenspeler Errol Flynn.
Vlak na haar bruiloft reisde Garson naar Engeland voor de opnames van The Miniver Story (1950), het vervolg van Mrs. Miniver. Toen bleek dat de film een flop was, raakte ze haar vertrouwen in Hollywood kwijt. Ze frustreerde zich aan het feit dat Deborah Kerr alle rollen voor haar neus wegkaapte, waaronder die in The Hucksters (1947), If Winter Comes (1947) en Edward, My Son (1949). Van rivaliteit was volgens de actrices echter geen sprake. De studio besteedde nauwelijks nog aandacht aan haar en daarom besloot ze te verhuizen naar Dallas, waar Fogelson werkte. In deze periode werd ze officieel ingeburgerd als Amerikaan.
Garson bleef wel werkzaam in de filmindustrie. Haar volgende films werden echter met weinig enthousiasme ontvangen en verloren zelfs geld. Aan het einde van 1952 nam ze voor het eerst in haar filmcarrière een bijrol op zich, namelijk die van Calpurnia Pisonis in Julius Caesar (1953). Volgens de regisseur van de film, Joseph L. Mankiewicz, had Garson een stormachtige affaire met haar veel jongere tegenspeler Marlon Brando. Voor het eerst in tijden was Garson in een film te zien die een groot succes werd en veel publiciteit kreeg. Er werd haar een hoofdrol beloofd in een film over het leven van een operazangeres, maar het budget werd te groot. In plaats daarvan moest ze het doen met een rol in Her Twelve Men (1954), een B-film die weinig publiek wist te trekken.
Op 1 maart 1954 kwam haar contract bij Metro-Goldwyn-Mayer tot een einde. Garson was nog steeds boos dat de film over de operazangeres werd geannuleerd en besloot daarom haar contract niet te verlengen. Ze keek uit naar een freelance-carrière en kreeg al onmiddellijk een rol aangeboden in een western van de studio Warner Bros. Pictures. De film, Strange Lady in Town (1955), vergde veel van Garson en op een gegeven moment moest ze met spoed naar het ziekenhuis worden gebracht. De opnames gingen voorbij met veel bloed en tranen, maar het resultaat bleek een succes.

### Latere carrière

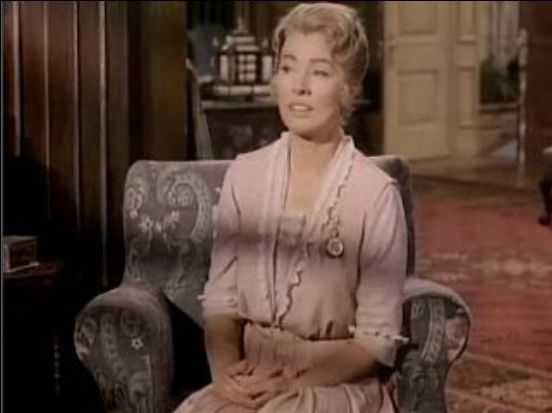
Garson in de film Sunrise at Campobello (1960)

De daaropvolgende jaren was Garson enkel actief in de televisie-industrie. In 1958 maakte ze een terugkeer naar het theater, met de titelrol in Auntie Mame, een toneelstuk dat werd opgevoerd op Broadway. Garson wilde de rol al vanaf de voorbereidingen in 1955 spelen, maar Rosalind Russell werd gekozen. Toen zij zich terugtrok voor een filmrol, werd Garson aangewezen als haar vervanger. De pers reageerde lyrisch over haar vertolking en Garson genoot van haar stijgende populariteit. Na een half jaar de rol te hebben gespeeld keerde ze terug naar Texas. Dit was ondanks pogingen van Broadway-producenten om haar in te zetten in andere toneelstukken.
Garson hoopte vervolgens haar eigen televisieserie te krijgen, waarvoor ze in Dallas kon blijven wonen. Vrienden zouden later vertellen dat ze met volle teugen genoot van het leven in Dallas en dolgelukkig was met Fogelson. In 1959 vertelde haar impresario dat filmmakers bij Warner Bros. Pictures haar graag wilden voor de rol van Eleanor Roosevelt in Sunrise at Campobello (1960). Op dat moment was haar moeder onlangs overleden en had ze alle aanbiedingen vanaf toen geweigerd. Ze accepteerde uiteindelijk deze rol omdat ze $150.000 kreeg voor de klus.
Het publiek had er weinig vertrouwen in dat ze de first lady geloofwaardig kon spelen, maar het leverde haar uiteindelijk haar laatste Oscarnominatie op. Hoewel ze deze verloor van Elizabeth Taylor voor haar rol in BUtterfield 8 (1960), mocht ze wel een Golden Globe in ontvangst nemen. Ze besloot zich hierna wederom terug te trekken van de filmindustrie om al haar energie in de televisie-industrie te kunnen steken. In 1964 werd haar een rol aangeboden in The Night of the Iguana (1964), maar ze wees deze af voor een gastrol in The Red Skelton Show.
Garson maakte nog slechts een aantal films. In 1965 keerde ze voor het eerst in twaalf jaar terug naar MGM voor de opnames van The Singing Nun (1966), een film met Debbie Reynolds. Een jaar later was ze te zien in The Happiest Millionaire (1967), een Disneyfilm waarvoor ze een lied moest opnemen. Ze vertrouwde aan een journalist toe dat ze het acteervak 'complex' vond. Ze zette na The Happiest Millionaire een punt achter haar filmcarrière en keerde terug naar het theater. In het najaar van 1968 speelde ze de hoofdrol in Captain Brassbound's Conversion, een toneelstuk dat veel aandacht kreeg.

### Laatste jaren
Garson begon vanaf de jaren 70 steeds minder te werken. Samen met haar man bracht ze haar dagen door op de rensportbaan, een sport waar ze onlangs veel interesse in hadden gekregen. Aan haar fans legde ze uit dat ze zich niet had teruggetrokken uit het acteervak, maar enkel nog rollen accepteerde waar ze enthousiast over werd. Er waren echter nog weinig filmscripts voor actrices uit haar leeftijdscategorie beschikbaar. Andere actrices van haar leeftijd, zoals Bette Davis, Joan Crawford en Olivia de Havilland, werden opnieuw populair met rollen in horrorfilms, maar Garson weigerde daar deel van uit te maken.
Geruchten dat ze uit het vak was gestapt omdat ze te oud werd ontkende ze. Ze hield nog regelmatig toespraken op universiteiten en was vaak op de radio te horen. Overigens werd ze een theaterproducent en bemoeide ze zich met opvoeringen van onder andere On Golden Pond. In 1975 liet ze zich zelfs overhalen om zelf ook een rol te spelen in een van deze toneelsutkken, The Madwoman of Chaillot. Hierdoor moest ze een rol in de film Murder by Death (1976) afslaan. Het zou het laatste toneelstuk worden waar ze aan meewerkte. In de televisie-industrie bleef ze nog iets langer actief. Zo was ze te zien als tante March in de televisiefilm Little Women (1978). Om actief te blijven in de televisie-industrie moest ze een belangrijke rol in de rampenfilm Airport '77 (1977) afslaan, die vervolgens naar Olivia de Havilland ging. Haar laatste verschijning maakte ze in 1982, met een gastrol in The Love Boat.
In april 1980 hield Garson een toespraak in New Mexico toen ze plotseling instortte. Ze kreeg een hartaanval en werd met spoed naar het ziekenhuis gebracht, waar ze binnen een week herstelde. Twee jaar later werd de ziekte van Parkinson geconstateerd bij haar echtgenoot. De gezondheid van zowel Garson als Fogelson ging er sterk op achteruit. Fogelson overleed op 1 december 1987. Volgens een vriend was Garson na zijn dood niet meer hetzelfde. In 1988 doneerde ze $10 miljoen om een theater te openen in Dallas en in 1990 werkte ze mee aan het openen van een ziekenhuis ter ere van Fogelson.
In 1992 verkocht ze haar huis in Dallas om in een klein appartement te wonen. Hoewel ze niet gezond genoeg meer was om alles op te halen, bleef ze eerbetonen krijgen tot haar overlijden. Garson stierf op 6 april 1996 in Dallas aan een hartfalen. Ze werd 91 jaar oud.